# Aleksandar Petrović (calciatore 1985)
Aleksandar Petrović (in serbo Александар Пeтpoвић?; Belgrado, 8 febbraio 1985) è un allenatore di calcio ed ex calciatore serbo, di ruolo difensore.

## Carriera
Ha giocato nella massima serie dei campionati serbo, uzbeko e montenegrino.